# San Marino nos Jogos Olímpicos de Inverno da Juventude de 2012
São Marinho participou dos Jogos Olímpicos de Inverno da Juventude de 2012, realizados em Innsbruck, na Áustria. A delegação nacional contou com um total de um atleta, que disputou provas do esqui alpino.

## Esqui alpino
| Atleta              | Evento                   | Final     | Final         | Final         | Final         |
| Atleta              | Evento                   | Descida 1 | Descida 2     | Total         | Pos.          |
| ------------------- | ------------------------ | --------- | ------------- | ------------- | ------------- |
| Vincenzo Michelotti | Slalom masculino         | 48.67     | Não completou | Não completou | Não completou |
| Vincenzo Michelotti | Slalom gigante masculino | 1:11.34   | 1:01.44       | 2:12.78       | 36            |